# Park Szálló (Nagyvárad)
A nagyváradi Park Szálló (románul Hotelul Parc) műemlék épület Romániában, Bihar megyében. A romániai műemlékek jegyzékében a BH-II-m-B-01075 sorszámon szerepel.

## Leírása
Az egy emeletes épület a Fő utca (str. Republicii) és a Nagysándor József utca (str. Aurel Lazăr) sarkán helyezkedik el.